# Peter von Zanini
Peter (von) Zanini (* 1786 in Stein an der Donau; † 11. September 1855 in Wien) war Feldmarschall-Leutnant und Kriegsminister des Kaisertums Österreichs im Jahre 1848.

## Leben
Der Sohn eines Kaufmannes widmete sich gleichfalls dem Handel. 1808 trat er als Gemeiner in das 1. Wiener Landwehr-Bataillon ein. Im Laufe des Feldzuges 1809 zum Offizier befördert, kam er zum 1. Feldjäger-Bataillon. Nun bildete er sich selbst militärisch weiter, wurde in den Kriegsjahren 1813 und 1814 zum Divisionsadjutanten und wegen seiner Tüchtigkeit von seinem Divisionär Feldmarschall-Leutnant Ignaz zu Hardegg zum Rittmeister in seinem Kürassier-Regiment ernannt. Zur Zeit des Wiener Kongresses arbeitete er in der Feldkanzlei des Feldmarschalls Fürst Schwarzenberg unter General Baron Langenau, wurde 1815 als Hauptmann zum General-Quartiermeisterstab versetzt und nach Beendigung des Feldzuges in das Präsidialbüro des Hofkriegsrates berufen, in welchem er elf Jahre tätig war. 1826 Major und auf besonderen Wunsch des kommandierenden Generals in Mähren und Schlesien, Feldmarschall-Leutnant Alois Fürst von Liechtenstein, Generalkommando-Adjutant in Brünn, kehrte er 1830 wieder in das Militärdepartement des Hofkriegsrates nach Wien zurück, wurde im nämlichen Jahre Oberstleutenant und wirklicher Referent, bald darauf Oberst und 1835 außer seinem Range, dreißig Kameraden überspringend, Generalmajor und Vorstand der Militär-Centralkanzlei des Hofkriegsrates. 1846 bat er seiner Gesundheit wegen um Enthebung von seinem Posten, blieb aber mit Sitz und Stimme beim Hofkriegsrat zugeteilt. 1846 zum zweiten und 1848 zum ersten Inhaber des Erzherzog Friedrich-Infanterie-Regiments Nr. 16 ernannt, übernahm er, obwohl widerwillig, nach der Märzrevolution 1848 am 2. April 1848 das Kriegsministerium, übergab es aber schon am 29. April desselben Jahres dem unglücklichen Theodor Graf Baillet von Latour, der am 6. Oktober 1848 beim Sturm des k.k. Kriegsministeriums Am Hof gelyncht wurde. Bis Ende 1848 blieb er bei der Central-Kriegsverwaltung, dann trat er nach nahezu vierzigjähriger Dienstzeit in den erbetenen Ruhestand. Er starb 1855 an der Cholera. 
Außer mehreren ausländischen Orden erhielt er 1846 das Komturkreuz des österreichischen Leopoldordens und wurde damit nobilitiert. In die wenigen Tage seines Ministeramtes fallen die Einführung des praktischeren Schleppsäbels an Stelle des bisherigen Degens bei den Offizieren, die Erlaubnis des Tragens von Schnurrbärten und die Abschaffung des spanischen Rohres des Feldwebels und des Haselstocks des Korporals.